# OTI 1989
La XVIII edición del Gran Premio de la Canción Iberoamericana o el Festival de la OTI fue celebrada el 18 de noviembre de 1989 en el James L. Knight Convention Center de Miami. Univisión eligió como presentadores centrales a la cubana Lucy Pereda y al chileno Antonio Vodanovic, quien por entonces era además el animador del Festival de la Canción de Viña del Mar. Además cumplió el rol de continuidad el también chileno Don Francisco, junto a otros destacados personajes del espectáculo latinoamericano, como los venezolanos Carlos Mata y María Conchita Alonso y los mexicanos Emmanuel y Verónica Castro.

## Desarrollo
Destaca el debut de Aruba en reemplazo de las Antillas Neerlandesas, además de la presencia de Eduardo Fabiani, uno de los ganadores de Festival de la OTI de 1986, que en esta ocasión representaría a Uruguay, sin mayor fortuna. Aldo Matta, en esta edición fue representante de Puerto Rico, quien había participado en el Festival de la OTI de 1981 representando a los Estados Unidos, llegando a la mejor posición.
La ganadora del festival fue la canción Una canción no es suficiente que es interpretada por Analí en representación a México, en el segundo lugar lo ocuparía la canción Como una luz, que es interpretada por José Manuel Soto en representación a España y el tercer lugar ocuparía la canción Te ofrezco que es interpretada por Maridalia Hernández en representación a la República Dominicana, con una composición hecha por Juan Luis Guerra, tal como se hizo el año anterior, cuando se participó con la canción de De tú boca que es interpretada por Taty Salas.
En 1989 por primera vez los trofeos correspondientes a los tres primeros puestos del festival fueron acompañados por un premio en metálico y que se entregaba de la siguiente manera: 20.000 dólares para el ganador, 15.000 dólares para el segundo puesto y 10.000 dólares para el tercer puesto. En todos los casos la cantidad económica se repartía de la siguiente manera. Para el autor en un 60% y para el intérprete en un 40%.

## Jurado internacional
- Celia Cruz
- /  Emilio Estefan
- Claudia de Colombia
- Braulio
- Ángela Carrasco
- Roberto Livi
- Ednita Nazario
- /  Libertad Lamarque
- Lola Beltrán
- Silvia Pinal

## Participantes
| País                 | Título de la canción           | Título de la canción           |
| País                 | Artista                        | Idioma                         |
| -------------------- | ------------------------------ | ------------------------------ |
| Argentina            | «Te quedarás en mí»            | «Te quedarás en mí»            |
| Argentina            | Mónica Cruz                    | Español                        |
| Aruba                | «Mi viejo»                     | «Mi viejo»                     |
| Aruba                | Edwin Abath                    | Español                        |
| Bolivia              | «Como dos enamorados»          | «Como dos enamorados»          |
| Bolivia              | Milton Cortez                  | Español                        |
| Chile                | «La movida»                    | «La movida»                    |
| Chile                | Catalina Telias                | Español                        |
| Colombia             | «El artista»                   | «El artista»                   |
| Colombia             | Yolanda González               | Español                        |
| Costa Rica           | «Denme una guitarra»           | «Denme una guitarra»           |
| Costa Rica           | Allan McPherson                | Español                        |
| Ecuador              | «Mi campesina»                 | «Mi campesina»                 |
| Ecuador              | Hermanos Miño Naranjo          | Español                        |
| El Salvador          | «Quisiera»                     | «Quisiera»                     |
| El Salvador          | Roberto Parker                 | Español                        |
| España               | «Como una luz»                 | «Como una luz»                 |
| España               | José Manuel Soto               | Español                        |
| Estados Unidos       | «Hazme sentir»                 | «Hazme sentir»                 |
| Estados Unidos       | Iris y Margie                  | Español                        |
| Guatemala            | «Traigo la voz»                | «Traigo la voz»                |
| Guatemala            | Roberto Rey                    | Español                        |
| Honduras             | «Al fin la encontré»           | «Al fin la encontré»           |
| Honduras             | Antonio Paredes                | Español                        |
| México               | «Una canción no es suficiente» | «Una canción no es suficiente» |
| México               | Analí                          | Español                        |
| Nicaragua            | «Días para amar»               | «Días para amar»               |
| Nicaragua            | Salvador y Katia Cardenal      | Español                        |
| Panamá               | «Era tan solo ayer»            | «Era tan solo ayer»            |
| Panamá               | Christian                      | Español                        |
| Paraguay             | «Como aquellas nubes»          | «Como aquellas nubes»          |
| Paraguay             | Rodolfo González Friedman      | Español                        |
| Perú                 | «Nadie me ama como tú»         | «Nadie me ama como tú»         |
| Perú                 | Mache                          | Español                        |
| Portugal             | «Rosa morena»                  | «Rosa morena»                  |
| Portugal             | Marco Paulo                    | Portugués                      |
| Puerto Rico          | «Porque no volverás»           | «Porque no volverás»           |
| Puerto Rico          | Aldo Matta                     | Español                        |
| República Dominicana | «Te ofrezco»                   | «Te ofrezco»                   |
| República Dominicana | Maridalia Hernandez            | Español                        |
| Uruguay              | «Gracias»                      | «Gracias»                      |
| Uruguay              | Eduardo Fabiani                | Español                        |
| Venezuela            | «Caras perdidas»               | «Caras perdidas»               |
| Venezuela            | Salvador                       | Español                        |

## Resultados
</FONT

| #                                                                | País                 | Artista(s)                | Canción                      | Posición |
| ---------------------------------------------------------------- | -------------------- | ------------------------- | ---------------------------- | -------- |
| 1                                                                | El Salvador          | Gerardo Parker            | Quisiera                     | -        |
| 2                                                                | República Dominicana | Maridalia Hernández       | Te ofrezco                   | 3        |
| 3                                                                | Nicaragua            | Salvador y Katia Cardenal | Días de amar                 | -        |
| 4                                                                | Perú                 | Mache                     | Nadie me ama como tú         | -        |
| 5                                                                | Aruba                | Edwin Abath               | Mi viejo                     | -        |
| 6                                                                | Paraguay             | Rodolfo González Friedman | Como aquellas nubes          | -        |
| 7                                                                | Colombia             | Yolanda González          | El artista                   | -        |
| 8                                                                | Guatemala            | Roberto Rey               | Traigo la voz                | -        |
| 9                                                                | Bolivia              | Milton Cortez             | Como dos enamorados          | -        |
| 10                                                               | Chile                | Catalina Telias           | La movida                    | -        |
| 11                                                               | Honduras             | Antonio Paredes           | Al fin la encontré           | -        |
| 12                                                               | Ecuador              | Hermanos Miño Naranjo     | Mi Campesina                 | -        |
| 13                                                               | Argentina            | Mónica Cruz               | Te quedarás en mí            | -        |
| 14                                                               | México               | Analí                     | Una canción no es suficiente | 1        |
| 15                                                               | Portugal             | Marco Paulo               | Rosa morena                  | -        |
| 16                                                               | España               | José Manuel Soto          | Como una luz                 | 2        |
| 18                                                               | Estados Unidos       | Iris y Margie             | Hazme sentir                 | -        |
| 17                                                               | Uruguay              | Eduardo Fabiani           | Gracias                      | -        |
| 19                                                               | Puerto Rico          | Aldo Matta                | Porque no volverás           | -        |
| 20                                                               | Costa Rica           | Allan McPherson           | Denme una guitarra           | -        |
| 21                                                               | Venezuela            | Salvador                  | Caras perdidas               | -        |
| 22                                                               | Panamá               | Christian                 | Era tan solo ayer            | -        |
| Lugar: James L. Knight Convention Center - Miami, Estados Unidos |                      |                           |                              |          |